# Jaime Hernandez
Jaime (czasem zapisywane Xaime) Hernandez (ur. 1959), amerykański scenarzysta i rysownik, współtwórca serii komiksowej Love and Rockets.

## Życiorys
Hernandez dorastał w Oxnard w Kalifornii wraz z piątką braci i siostrą. Pierwszy kontakt z komiksami miał w domu, dzięki matce, która czytała i kolekcjonowała to medium. Wraz z braćmi miał okazję zapoznać się z różnorodnym dorobkiem tej sztuki. Szczególnie upodobał sobie te, które w sposób w miarę realistyczny prezentowały rzeczywistość, jak "Dennis rozrabiaka", lecz także typowe przygody superbohaterskie.
Szczególny wpływ miały na niego wspomniany "Dennis" Hanka Ketchama i komiksy Dana DeCarlo z serii "Archie". Dzieci w pracach Jaimego, rysowanych zwykle w stylu realizmu anatomicznego, często przypominają właśnie przedstawienia w stylu Ketchama, a jego postacie upozowane są na bohaterów DeCarlo. Ogromny wpływ na jego rysunki wywarły także prace Alexa Totha, Steve'a Ditko i Jacka Kirby'ego, oraz posiadające unikatowy styl dzieła Charlesa Schulza i Milton Caniffa.
Drugą, prócz komiksu, towarzyszącą Hernandezowi przez całe życie fascynacją jest pro wrestling, szczególnie kobiecy; ta tematyka stale powraca w jego komiksach. Widać w nich także wielkie zauroczenie punkiem, który nie tylko jest stały elementem jego prac - Jaime był także członkiem kapeli punkowej. Jego sztandarowe bohaterki, Maggie i jej przyjaciółki, są prawie wszystkie członkiniami tej subkultury; powstała również seria nowel komiksowych o perypetiach Hopey grającej na basie w pechowej kapeli undergroundowej.

## Nagrody
- 1986 Kirby Award dla najlepszej serii czarno-białej za Love & Rockets (Fantagraphics)
- 1986 Inkpot Award
- 1989 Harvey Award dla najlepszej serii za Love and Rockets (Fantagraphics)
- 1990 Harvey Award dla najlepszej serii za Love and Rockets (Fantagraphics)
- 1992 Harvey Award dla najlepszego inkera za Love and Rockets (Fantagraphics)
- 1998 Harvey Award dla najlepszej nowej serii za Penny Century (Fantagraphics)
- 1999 Harvey Award dla najlepszej nowelki lub pojedynczego odcinka za Penny Century #3: "Home School (Fantagraphics)
- 2000 Harvey Award dla najlepszego inkera za Penny Century (Fantagraphics)
- 2001 Harvey Award dla najlepszego rysownika za Penny Century (Fantagraphics)
- 2003 Harvey Award dla najlepszego inkera za Love and Rockets (Fantagraphics)
- 2004 Harvey Award dla najlepszej nowelki lub pojedynczego odcinka za Love and Rockets #9 (Fantagraphics)
- 2006 Harvey Award dla najlepszej nowelki lub pojedynczego odcinka za Love and Rockets, vol. 2, #15 (Fantagraphics)
- 2007 Harvey Award dla najlepszego twórcy komiksowego za Love and Rockets (Fantagraphics)